# La Casa Grande
La Casa Grande está situada en el municipio español de Torrejón de Ardoz (Madrid). Se trata de una hacienda real fundada en el siglo XVI por la emperatriz María de Austria y que sería encomendada a los jesuitas para su explotación, que proporcionaría a la Casa Imperial vino, queso, aceite, ladrillos, entre otros elementos. También es famosa por su museo de iconos de incalculable valor.

## Actualidad
En la actualidad, la Casa Grande se ha convertido en un hotel y restaurante de cuatro estrellas. Se realizan varias cenas medievales al año, en la que los comensales se visten como en la Edad Media y hay incluso juglares y músicos de la época.

## Museo de iconos
Situado donde antiguamente estaban los hornos para cocer el barro, alberga más de 1200 iconos bizantinos y rusos comprados al teniente Sergio Otzoup. El complejo es Bien de Interés Cultural.[cita requerida]

## Historia
En 1767 Carlos III de España expulsa a los jesuitas de España y la compra Juan de Aguirre y la convierte en una residencia de lujo en la que llegaría a alojarse Carlos IV de España.
En 1805 la compra en subasta Alfonso Pignatelli de Aragón, conde de Fuentes,  que la ocupa muy poco tiempo, ya que durante el reinado de Fernando VII de España retorna a la Compañía de Jesús, pero por una Real Orden del 19 de noviembre de 1833, retorna nuevamente a la familia Pignatelli de Aragón. 
En 1936 fue parcialmente destruida y vendida en 1940 a una empresa agropecuaria. Con estos nuevos propietarios comenzó un rápido deterioro, que continuó al ser en parte Casa Cuartel de la Guardia Civil.
En julio de 1973 es declarada en ruinas. La Guardia Civil y el resto de sus inquilinos tienen que desalojarla. El 4 de septiembre el edificio es adquirido por el industrial cordobés Rafael Onieva Ariza, que comenzó la reconstrucción de la Casa Grande, de iniciativa privada, sin subvenciones ni créditos oficiales.